# Sneeuwpanter
De sneeuwpanter, sneeuwluipaard of irbis (Panthera uncia) is een zoogdier uit de familie der katachtigen (Felidae).

## Classificatie
De wetenschappelijke classificatie van deze soort is aan verandering onderhevig geweest. De algemene consensus is dat de soort tot de familie van de katachtigen (Felidae) en de onderfamilie van de grote katten (Pantherinae) behoort. Er zijn verschillende opvattingen over de plaatsing in een geslacht. In 2000 plaatsten Wilson en Reeder (Mammal Species of the World) de sneeuwpanter nog in het geslacht Uncia. Op basis van recenter fylogenetisch onderzoek wordt de sneeuwpanter in het geslacht Panthera geplaatst. De indeling van de sneeuwpanter in Panthera wordt door steeds meer wetenschappers geaccepteerd, maar de meningen zijn niet unaniem. Initieel werd aangenomen dat P. uncia vrij basaal stond in verhouding met de andere Panthera-soorten omdat deze niet kan brullen, maar een ander DNA-onderzoek maakte aannemelijk dat de sneeuwpanter als een zustersoort van de tijger moet worden opgevat.
Vroeger dacht men dat de grote katten uit het geslacht Panthera konden brullen omdat het tongbeen niet geheel is geossificeerd. Hoewel de sneeuwpanter en de twee soorten nevelpanters dit kenmerk bezitten, zijn deze niet in staat om te brullen. Het wel of niet kunnen brullen was een van de belangrijkste redenen om de sneeuwpanter in een ander geslacht te plaatsen. Latere studies hebben aangetoond dat andere morfologische kenmerken, waaronder de vorm van het strottenhoofd, verantwoordelijk zijn voor het wel of niet kunnen brullen. Als de sneeuwpanter tot de Panthera wordt gerekend, is de veel gebruikte Nederlandse benaming "brulkatten" incorrect.

## Naamgeving
In het verleden werden de termen "sneeuwpanter" en "sneeuwluipaard" wel gebruikt voor twee vermeende, geografisch gebonden ondersoorten. Op basis van genetisch onderzoek kunnen die ondersoorten echter niet van elkaar gescheiden worden. De beide namen worden in de volksmond wel door elkaar gebruikt.
Naast de namen sneeuwpanter en sneeuwluipaard wordt soms ook de naam irbis gebruikt, die uit het Russisch is overgenomen.

## Uiterlijk

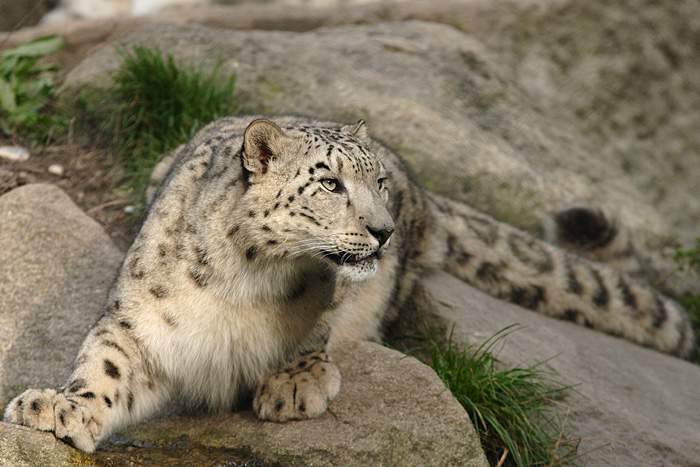

De vacht van de sneeuwpanter is lichtgrijs en neigt soms iets naar geel. Hij heeft zwarte vlekken op zijn lijf. De vacht is dik en zijdezacht en de ronde kop is relatief klein.
Zijn lichaamslengte ligt tussen 1 en 1,30 meter. Zijn staart is 80 centimeter tot 1 meter en de schofthoogte is circa 60 centimeter. Zijn gewicht ligt tussen de 25 en 75 kilo.
De sneeuwpanter kan men van andere panterachtigen onderscheiden doordat hij kleiner is, en doordat zijn staart relatief langer is. Deze staart helpt hem om zijn evenwicht te bewaren bij de sprongen die hij maakt over de vaak diepe kloven in het bergachtige gebied waarin hij woont. Hij gebruikt hem ook om zijn neus en bek te beschermen als het erg koud is. Zijn grote harige poten functioneren als sneeuwschoenen, zoals die van de lynx.

## Leefgebied
De sneeuwpanter komt voor in China (Tibet), Centraal-Azië (Kirgizië, Tadzjikistan, Zuidoost-Kazachstan en Surxondaryo, Oezbekistan), Rusland (Altaj en Tuva), Mongolië, Nepal, Bhutan, Afghanistan en in het uiterste noorden van Pakistan en India. Het grootste deel van zijn verspreidingsgebied bestaat uit gebergtes, onder andere het Himalayagebergte, de Tiensjan, de Karakoram en de Hindoekoesj. De wereldpopulatie wordt geschat op 4000 exemplaren, en daarmee is het een bedreigde diersoort. Vanwege zijn vacht wordt er veel jacht op hem gemaakt. De sneeuwpanter staat sinds 1972 op de Rode Lijst van de IUCN als Bedreigd (EN) en dit is in 2008 herbevestigd.
De sneeuwpanter verblijft het liefst boven de boomgrens. In de winter daalt hij af naar de dalbodems om de barre weersomstandigheden te ontvluchten en ook om zijn prooi te volgen die eveneens naar lager gelegen gebieden trekt.

## Voedsel
De sneeuwpanter voedt zich met dieren die zijn weg kruisen. In de hogere gebieden zijn dat bijvoorbeeld geiten, steenbokken en muskusherten. Lager in het bergland vangt hij herten en wilde zwijnen. De sneeuwpanter vangt weinig grote prooidieren, maar als hij dat toch doet, deinst hij niet terug voor een prooi van drie maal zijn eigen afmeting. Deze grote prooien dienen dan als voedsel voor meerdere dagen. Grote prooien vangt hij soms vanuit een hinderlaag, maar meestal besluipt en bespringt hij ze vanaf een afstand van maximaal 15 meter.

## Voortplanting
De paartijd valt aan het begin van het jaar. Anders dan andere grote katachtigen brult de sneeuwpanter niet, maar beschikt hij over een groot arsenaal van kreten.
De sneeuwpanter kan in een worp tot vijf welpen krijgen, maar meestal zijn het er twee of drie. Deze welpen worden na een draagtijd van 90 tot 100 dagen geboren in een rotsholte. Bij de geboorte wegen de welpen 450 tot 550 gram en zijn ze ongeveer 40 centimeter lang. De vacht is wolliger en donkerder dan die van de volwassen dieren, met minder duidelijke vlekken. Na drie maanden gaan de welpen hun moeder volgen en leren ze jagen. De eerste winter blijven ze nog bij hun moeder, maar na twee jaar zijn ze volledig zelfstandig.

## Sneeuwpanters in Afghanistan

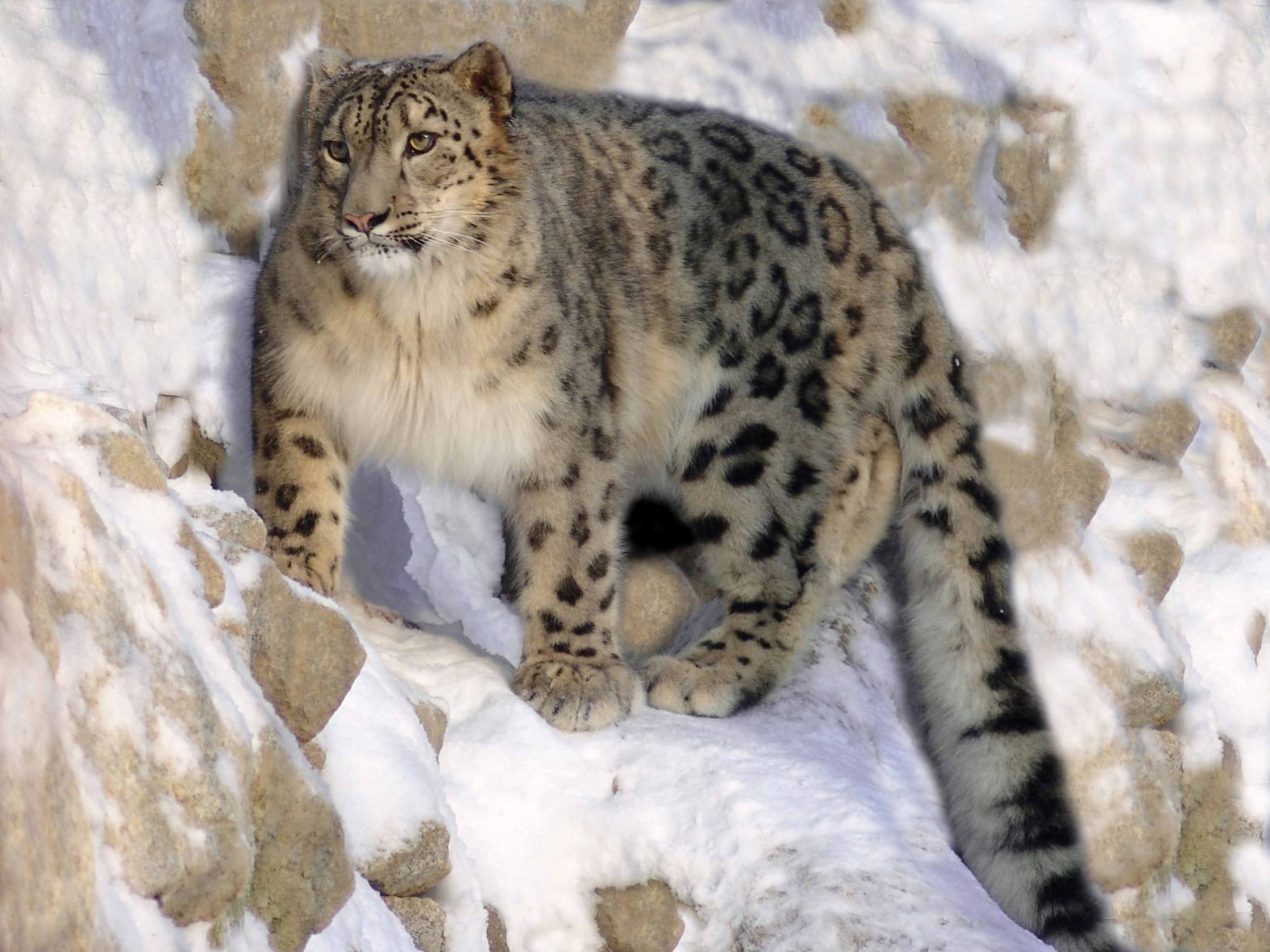
Sneeuwpanter in Badachsjan, Afghanistan.

De sneeuwpanters in Afghanistan hebben drie decennia van oorlog (de oorlog na de inval van de Sovjet-Unie en vervolgens de chaotische burgeroorlog die daarna uitbrak) overleefd, maar werden daarna geconfronteerd met hun volgende bedreiging: de wederopbouw van het land door de internationale gemeenschap in 2001-2021.
Anno 2009 leven er naar schatting nog slechts 100 tot 200 sneeuwpanters in Afghanistan. Ter vergelijking: Bhutan is veertien keer zo klein als Afghanistan, maar heeft een even grote populatie rondlopen. Sinds 2002 geldt in Afghanistan dan ook een volledig jachtverbod. Desalniettemin duiken geregeld vachten van sneeuwpanters op bij een internationale legerbasis of een toeristenbazaar in de hoofdstad.
De Amerikaanse ambassade in Kaboel en de Wildlife Conservation Society zijn in 2008 begonnen om onder meer militairen te leren hoe zij bont van bedreigde diersoorten kunnen herkennen.
Naast de stroperij worden de verwoesting van de infrastructuur, het verhuizen van vluchtelingen, moderne wapens, extreme armoede en gebrek aan rechtshandhavingsinstanties als bedreigende factoren genoemd; dit boven op de droogte en ontbossing die de flora en fauna van het land hebben geruïneerd.